# Định lý Green–Tao
Trong lý thuyết số, định lý Green–Tao, chứng minh bởi Ben Green và Terence Tao năm 2004, phát biểu rằng dãy các số nguyên tố có chứa cấp số cộng độ dài bất kì. Nói cách khác, tồn tại cấp số cộng độ dài k gồm toàn số nguyên tố, trong đó k là một số tự nhiên bất kì. Chứng minh là một mở rộng của định lý Szemerédi.

## Các công trình kế tiếp
Năm 2006, Tao và Tamar Ziegler mở rộng kết quả trên cho cấp số đa thức. Cụ thể hơn, với mọi đa thức nguyên P1,..., Pk với biến m và hệ số tự do bằng không, tồn tại vô số cặp số nguyên x, m sao cho x + P1(m),..., x + Pk(m) đều là số nguyên tố. Trong trường hợp đặc biệt khi các đa thức là m, 2m,..., km, dãy số tìm được chính là một cấp số cộng độ dài k gồm toàn số nguyên tố.

## Kết quả tính toán
Các kết quả trên đều là các định lý tồn tại và không chỉ ra cách tìm các dãy số. Ngày 18 tháng 1 năm 2007, Jarosław Wróblewski tìm ra một cấp số cộng gồm 24 số nguyên tố:
468.395.662.504.823 + 205.619 · 223.092.870 · n, với n = 0 đến 23.
Hằng số 223092870 là tích các số nguyên tố cho tới 23 (xem giai thừa nguyên tố).
Ngày 17 tháng 5 năm 2008, Wróblewski và Raanan Chermoni tìm ra cấp số cộng gồm 25 số nguyên tố:
6.171.054.912.832.631 + 366.384 · 223.092.870 · n, với n = 0 đến 24.
Ngày 12 tháng 4 năm 2010, Benoãt Perichon với phần mềm của Wróblewski và Geoff Reynolds trong dự án PrimeGrid đã tìm ra cấp số cộng gồm 26 số nguyên tố (dãy số A204189 trong bảng OEIS):
43.142.746.595.714.191 + 23.681.770 · 223.092.870 · n, với n = 0 đến 25.